# Таліта Бейтман
Таліта Бейтман (англ. Talitha Bateman; нар. 4 вересня 2001, Турлок, Каліфорнія, США) — американська акторка, найвідоміша ролями у фільмах «П'ята хвиля», «Анабель: Створення».

## Біографія
Таліта Бейтман народилася в Турлоці, Каліфорнія, США. Вона росла в багатодітній родині, яка складалася з дев'яти дітей. Усі вони були залучені в місцеве театральне мистецтво, а двоє наймолодших Таліта та Габріель знімаються в голлівудських стрічках.

## Кар'єра
Уперше Таліта з'явилась на екрані у 2012. Після епізодичних появ у серіалах і участі в короткометражних стрічках юна акторка отримала провідну роль у науково-фантастичному трилері «Вулик», який вийшов у 2015. Роком раніше було оголошено, що Бейтман затверджена на головну роль у постапокаліптичному фільмі «П'ята хвиля». Разом з нею знімались Хлоя Морец і Нік Робінсон. Наступну роль акторка виконала поряд з Кевіном Спейсі, Дженніфер Гарнер, Крістофером Вокеном у комедії «Дев'ять життів». У серіалі «Зої Гарт із південного штату» вона знімалась зі своїм рідним братом Габріелєм Бейтманом.
У 2016 повідомили, що Таліта Бейтман зіграє в хорорі «Анабель: Створення». У науково-фантастичному бойовику «Геошторм» акторка зіграла доньку Джейка (Джерард Батлер) і Олівії (Кетрін Винник). У 2017 Таліта приєдналася до акторського складу фільму жахів «Тонка людина», але згодом її замінила Тейлор Річардсон.
У квітні 2019 акторка отримала роль у надприродному фільмі жахів «Зворотній відлік».

## Фільмографія
| Рік  |    | Українська назва                    | Оригінальна назва                    | Роль           |
| ---- | -- | ----------------------------------- | ------------------------------------ | -------------- |
| 2012 | ф  |                                     | George Biddle, CPA                   | дитина         |
| 2013 | кф | На лавці в парку                    | The Park Bench                       | подруга Моллі  |
| 2013 | с  | Буває і гірше                       | The Middle                           | Глосснер       |
| 2014 | с  | Агентство «Мейкер Шек»              | Maker Shack Agency                   | чірлідер       |
| 2014 | кф | Звикнути до життя                   | Life Grows On                        | онука          |
| 2014 | тф | Пелюстки на вітру                   | Petals on the Wind                   | Емма           |
| 2014 | кф | Ми зробили той лимонад              | We Make That Lemonade                | Біф            |
| 2015 | с  | Зої Гарт із південного штату        | Hart of Dixie                        | Скарлетт       |
| 2015 | ф  | Вулик                               | The Hive                             | Кайла          |
| 2016 | тф |                                     | Furst Born                           | Ерін           |
| 2016 | ф  | П'ята хвиля                         | The 5th Wave                         | Чашка          |
| 2016 | ф  |                                     | So B. It                             | Гейді          |
| 2016 | ф  | Дев'ять життів                      | Nine Lives                           | Ніколь Камден  |
| 2016 | тф |                                     | Mamma Dallas                         | дитина         |
| 2017 | с  | Життя Гарлі                         | Stuck in the Middle                  | Софі           |
| 2017 | ф  |                                     | Vengeance: A Love Story              | Беті           |
| 2017 | ф  | Анабель: Створення                  | Annabelle: Creation                  | Дженіс         |
| 2017 | ф  | Геошторм                            | Geostorm                             | Ганна          |
| 2018 | ф  | З любов'ю, Саймон                   | Love, Simon                          | Нора Спір      |
| 2018 | мф |                                     | The Boxcar Children: Surprise Island | Вайлет         |
| 2019 | ф  | Зворотній відлік                    | Countdown                            | Джордан Гарріс |
| 2019 | ф  | Роберт Брюс                         | Robert the Bruce                     | Айвер          |
| 2019 | с  | Закон і порядок: Спеціальний корпус | Law & Order: Special Victims Unit    | Лора Мур       |